# Liste de lecture

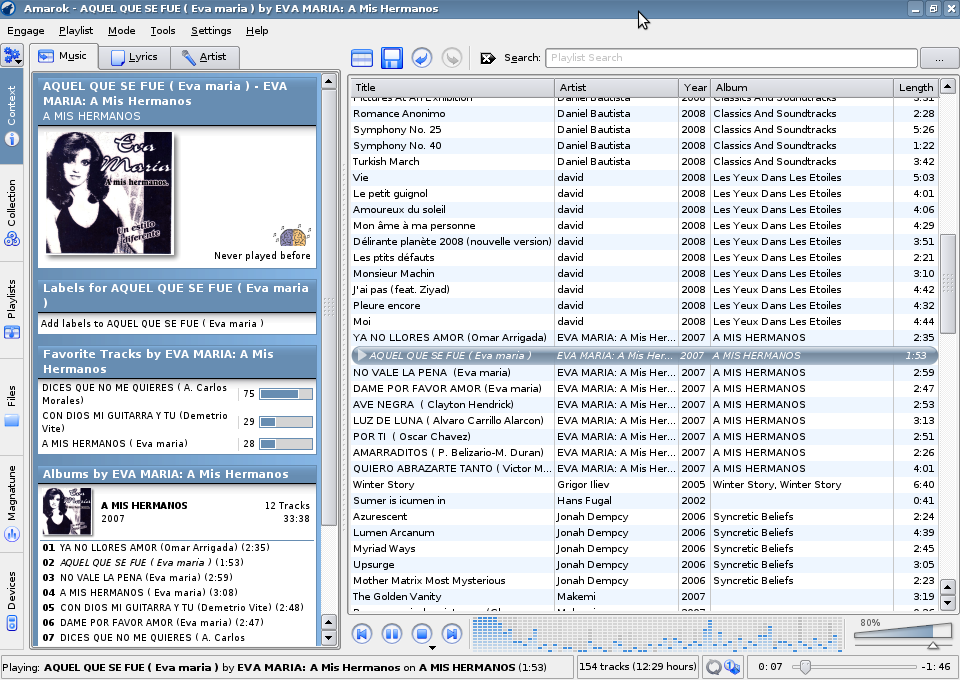
Exemple de liste de lecture musicale sur le logiciel de lecture audio Amarok.

Une liste de lecture, aussi appelée playlist, sélection musicale ou liste d'écoute, est un ensemble de morceaux musicaux ou, également, de fichiers audio/vidéo compilés par un agrégateur. Ils peuvent être joués séquentiellement, dans un ordre aléatoire ou selon une logique choisie lors de sa composition.

## Terminologie
Le terme est notamment utilisé dans le monde de la radio, pour désigner la liste de morceaux en rotation sur les ondes et par les DJ pour désigner leur sélection de morceaux (faisant souvent partie d'un mix) lors d'une prestation ou d'une diffusion.
Les termes de liste de lecture et de playlist sont fréquemment utilisés pour désigner une liste de morceaux agrégés depuis un ordinateur personnel sur lequel ils sont joués directement ou depuis lequel ils seront transférés sur un baladeur numérique.

## Podcasting
Le podcasting (ou baladodiffusion) est une technique fondée sur des abonnements à un agrégateur (syndication) de contenus (flux RSS). Généralement gratuit, le podcasting permet de construire une liste de lecture de fichiers audio ou vidéo, qui est mise à jour périodiquement par le diffuseur.

## Formats de liste de lecture
- M3U : Format de liste de lecture basique développé par Winamp et reconnu par la plupart des lecteurs multimédias ;
- PLS : format de liste de lecture utilisé par WinAmp et itunes ;
- XSPF : format de liste de lecture basé sur le XML (opensource) soutenu par xiph.org et utilisé, par exemple, par vlc (qui en reconnaît d'autres) ;
- ASX : format de liste de lecture basé sur le XML développé par Microsoft pour Windows Media ;
- WPL : format de liste de lecture basé sur le XML développé par Microsoft pour Windows Media 9 et plus.